# Frédérique Andrianaivo
Frédérique Andrianaivo (ur. 12 lipca 1948) – madagaskarski lekkoatleta, sprinter.
Brał udział w igrzyskach olimpijskich w 1972 (Monachium) w biegu na 400 metrów. W swoim wyścigu eliminacyjnym zajął szóste miejsce (z czasem 48,72). W końcowej klasyfikacji dało mu to 52. pozycję (na 63 zawodników). W czasie trwania igrzysk miał około 176 cm wzrostu i 71 kg wagi.
Rekord życiowy: 48,1 (1972).